# Sophus Peter Frederik Skeel
Sophus Peter Frederik Skeel (22. juli 1776 i Pinneberg – 22. november 1826 på Birkelse) var en dansk godsejer, bror til Christian Frederik Erik Skeel og far til Jørgen Erik Frederik Skeel.
Han var søn af gehejmestatsminister Jørgen Erik Skeel og Anne Dorothea von Ahlefeldt, blev 1792 student, 1796 cand.jur. og 1797 auskultant i Rentekammeret. 1801 blev Skeel kaptajn i Fynske Landeværnsregiment, kompagnichef i den Kongens Regiment annekterede bataljon, oprettet 1808, 1811 kammerherre og blev 1815 sat à la suite og fik senere samme år afsked med majors karakter. Han arvede Stamhuset Birkelse 1815 og ejede også Oksholm. Skeel blev 1817 patron for Roskilde adelige Jomfrukloster, hvor der findes et portrætmaleri af ham.
Han blev gift 1. september 1799 i Hårby Kirke med Amalie Hedevig komtesse Trampe (2. august 1776 på Krabbesholm - 13. august 1840 på Birkelse), datter af Adam Frederik greve Trampe til Krabbesholm og Gertrud Hofman de Poulson.